# Campichoetidae
Famille
Campichoetidae est une famille de diptères.

## Liste des genres et espèces
Selon ITIS (28 juin 2016) :
- Campichoeta
  - Campichoeta griseola (Zetterstedt, 1855)
  - Campichoeta latigena Mcalpine, 1962